# The Right of Might
The Right of Might è un cortometraggio muto del 1917 sceneggiato e diretto da George Barber. Prodotto dalla Selig Polyscope Company, il film aveva come interpreti Harold Benedict, Alice Edwards e Charles Schauten.

## Produzione
Il film fu prodotto dalla Selig Polyscope Company.

## Distribuzione
Distribuito dalla General Film Company, il film - un cortometraggio in due bobine - uscì nelle sale cinematografiche statunitensi nel luglio 1917.